# Ралі Дакар 2014

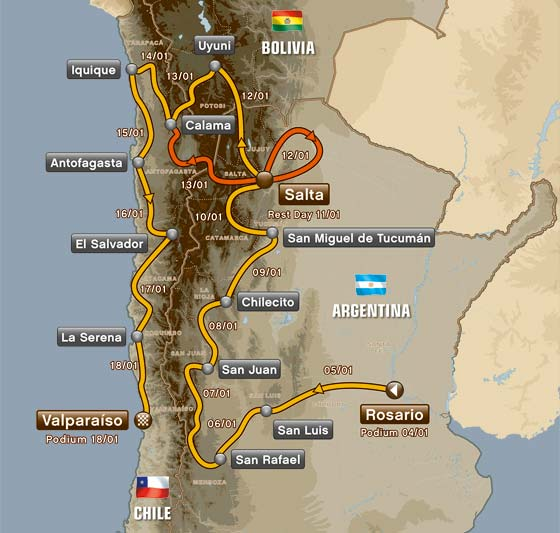
Карта перегонів

«Ралі Дакар 2014» (ісп. Rally Dakar Argentina — Bolivia — Chile 2014) — 35-й трансконтинентальний ралі-марафон.
Шостий раз поспіль ралі-рейд пройде в Південній Америці в січні. 5-го числа місяця учасники стартують в аргентинському місті Росаріо і після проходження всієї дистанції ралі, прокладеної по територіях трьох держав — Аргентини, Болівії та Чилі, повинні будуть фінішувати 18 січня в чилійському місті Вальпараїсо. Болівія стане 28-ю країною, що приймає у себе «Ралі Дакар».

## Перегони

### Підготовчий період
Всі заходи, заплановані організаторами «Ралі Дакар 2014» до проведення в період, що передує старту ралі-рейду з дня його презентації:
- 20 березня 2013: презентація «Ралі Дакар 2014»

### Dakar Tour
- 11 квітня 2013 — Аргентина
- 16 квітня 2013 — Болівія
- 18 квітня 2013 — Чилі
- 23 квітня 2013 — Нідерланди ( Ейндховен )
- 26 квітня 2013 — Велика Британія (Гейдон)
- 2 травня 2013 — Бразилія ( Сан-Паулу )
- 14 травня 2013 — Польща ( Варшава )
- 16 травня 2013 — Іспанія ( Барселона )

### Ключові дати
- 15 травня 2013: початок реєстрації учасників «Ралі Дакар 2014»
- 7 липня 2013: завершення реєстрації для учасників, які виступають на мотоциклах
- 11 жовтня 2013: тренувальний день для європейських учасників — Париж,  Франція
- 1 листопада 2013: завершення реєстрації для всіх учасників
- 9 листопада: тренувальний день для південноамериканських учасників —  Буенос Айрес ,  Аргентина
- Кінець листопада 2013: перевезення морем транспортних засобів європейських учасників до Південної Америки
- З 31 грудня 2013 року по 2 січня 2014: збір всіх транспортних засобів учасників ралі в Аргентині
- 2-4 січня 2014: збір всіх учасників ралі для технічної та адміністративної перевірок; переміщення транспортних засобів учасників в « закритий парк».
- 4 січня 2014: стартова церемонія

## Етапи
Всього передбачено 13 етапів ралі-марафону.
| Етап | Дата       | Старт                 | Фініш                 | Мотоцикли | Мотоцикли | Мотоцикли      | Квадроцикли       | Автомобілі | Автомобілі | Автомобілі         | Вантажівки | Вантажівки | Вантажівки      |
| Етап | Дата       | Старт                 | Фініш                 | ДР        | ШД        | Переможець     | Переможець        | ДР         | ЩД         | Переможець         | ДР         | ШД         | Переможець      |
| ---- | ---------- | --------------------- | --------------------- | --------- | --------- | -------------- | ----------------- | ---------- | ---------- | ------------------ | ---------- | ---------- | --------------- |
| 1    | 5 Січень   | Росаріо               | Сан Луїс              | 629       | 180       | Йоан Барреда   | Ігнасіо Касаль    | 629        | 180        | Карлос Соуза       | 629        | 180        | Айрат Мардєєв   |
| 2    | 6 Січень   | Сан Луїс              | Сан-Рафаель           | 365       | 359       | Сем Сандерленд | Маркос Петранеллі | 365        | 433        | Стефан Петерансель | 365        | 400        | Жерард де Рой1  |
| 3    | 7 Січень   | Сан-Рафаель           | Сан-Хуан              | 292       | 373       | Йоан Барреда   | Рафаль Сонік      | 295        | 301        | Нані Рома          | 295        | 301        | Андрій Каргінов |
| 4    | 8 January  | Сан-Рафаель           | Чилесіто              | 210       | 353       | Йоан Педреро   | Ігнасіо Касаль    | 211        | 657        | Карлос Сайнс       | 211        | 657        | Жерард де Рой   |
| 5    | 9 Січень   | Чилесіто              | Сан-Міґель-де-Тукуман | 384       | 527       | Марк Кома      | Сержіо Ла Фюенте  | 384        | 527        | Нані Рома          | 384        | 527        | Дмитро Сотніков |
| 6    | 10 Січень  | Сан-Міґель-де-Тукуман | Сальта                | 64        | 400       |                |                   | 270        | 424        |                    | 394        | 156        |                 |
|      | 11 Січень  | Сальта                | Сальта                | Rest Day  | Rest Day  | Rest Day       | Rest Day          | Rest Day   | Rest Day   | Rest Day           | Rest Day   | Rest Day   | Rest Day        |
| 7    | 12 January | Сальта                | Сальта/ Уюні          | 373       | 409       |                |                   | 230        | 533        |                    | 230        | 525        |                 |
| 8    | 13 Січень  | Сальта/ Уюні          | Калама                | 230       | 462       |                |                   | 510        | 302        |                    | 510        | 302        |                 |
| 9    | 14 Січень  | Калама                | Ікіке                 | 29        | 422       |                |                   | 29         | 422        |                    | 29         | 422        |                 |
| 10   | 15 Січень  | Ікіке                 | Антофагаста           | 58        | 631       |                |                   | 58         | 631        |                    | 58         | 631        |                 |
| 11   | 16 Січень  | Антофагаста           | Сальвадор             | 144       | 605       |                |                   | 144        | 605        |                    | 144        | 605        |                 |
| 12   | 17 Січень  | Сальвадор             | Ла Серена             | 349       | 350       |                |                   | 349        | 350        |                    | 349        | 350        |                 |
| 13   | 18 January | Ла Серена             | Вальпараїсо           | 378       | 157       |                |                   | 378        | 157        |                    | 378        | 157        |                 |